# 2002 VZ94
2002 VZ94, também escrito como 2002 VZ94, é um objeto transnetuniano que está localizado no Cinturão de Kuiper, uma região do Sistema Solar. Este corpo celeste é classificado como um cubewano. Ele possui uma magnitude absoluta de 6,5 e tem um diâmetro estimado com 175 km.

## Descoberta
2002 VZ94 foi descoberto no dia 11 de novembro de 2002, pelos astrônomos R. L. Allen e J. J. Kavelaars.

## Órbita
A órbita de 2002 VZ94 tem uma excentricidade de 0,083 e possui um semieixo maior de 45,743 UA. O seu periélio leva o mesmo a uma distância de 41,957 UA em relação ao Sol e seu afélio a 49,528 UA.